# Kohath
Kohath era hijo del patriarca Leví y su esposa Melcha, Leví era uno de los hijos de Jacob y Lea. El libro del Éxodo dice que Kohath vivió 133 años y tuvo cuatro hijos: Amram, Izhar, Hebrón y Uziel. El  Testamento de Leví dice además que Leví lo engendró a los 35 años y que tuvo una visión magnánima acerca de su hijo pocos días antes de su nacimiento.
Más adelante, el Libro de los Números menciona a los kohathitas, quienes acampaban al sur del Tabernáculo

## Nombre
Según los eruditos bíblicos, se desconoce el significado del nombre de Kehath, aunque puede derivar de una palabra aramea que significa obedecer.
En el Testamento de Levi, el nacimiento de Kehath cuando su padre Levi tenía 35 años, fue acompañado por una visión de Kehath en lo alto en medio de toda la congregación; en la visión, el nombre de Kehath se da con el significado de el comienzo de la majestad y la instrucción y profetiza que será elevado por encima de sus hermanos.

## Genealogía
En el Libro del Éxodo, Kehath tiene cuatro hijos, Amram, Izhar, Hebrón y Uzziel. Amram se casa con Jocabed y engendra a Moisés, Aarón y Miriam. Aunque algunos manuscritos griegos y latinos de la versión Septuaginta de la Torá afirman que Jocabed era prima de Kehath, el Texto Masorético hebreo afirma que era su hermana ---es decir, la tía de Amram--- y la relación de Jocabed con Leví se describe, por lo demás, inequívocamente como su hija en el Libro de los Números 26:59. Según Números, Kehath obtuvo 8.600 descendientes durante la vida de su nieto. Sin embargo, estos nombres eran clanes prominentes, y no siempre descendientes lineales directos como se espera en las genealogías occidentales.

## Árbol genealógico
|          |          |          |          |          |          |  |  |       |       |         |         |         |         | Leví    |         |        |        |        |        |        |        |        |        |       |       |       |       |        |        |        |        |        |        |        |        |        |        |  |  |        |        |        |        |        |        |  |  |  |  |  |  |
|          |          |          |          |          |          |  |  |       |       |         |         |         |         |         |         |        |        |        |        |        |        |        |        |       |       |       |       |        |        |        |        |        |        |        |        |        |        |  |  |        |        |        |        |        |        |  |  |  |  |  |  |
|          |          |          |          |          |          |  |  |       |       |         |         |         |         |         |         |        |        |        |        |        |        |        |        |       |       |       |       |        |        |        |        |        |        |        |        |        |        |  |  |        |        |        |        |        |        |  |  |  |  |  |  |
|          |          |          |          |          |          |  |  |       |       |         |         |         |         |         |         |        |        |        |        |        |        |        |        |       |       |       |       |        |        |        |        |        |        |        |        |        |        |  |  |        |        |        |        |        |        |  |  |  |  |  |  |
|          |          |          |          |          |          |  |  |       |       | Gershon | Gershon | Gershon | Gershon | Gershon | Gershon |        |        | Merari | Merari | Merari | Merari | Merari | Merari |       |       |       |       | Kohath | Kohath | Kohath | Kohath | Kohath | Kohath |        |        |        |        |  |  |        |        |        |        |        |        |  |  |  |  |  |  |
|          |          |          |          |          |          |  |  |       |       | Gershon | Gershon | Gershon | Gershon | Gershon | Gershon |        |        | Merari | Merari | Merari | Merari | Merari | Merari |       |       |       |       | Kohath | Kohath | Kohath | Kohath | Kohath | Kohath |        |        |        |        |  |  |        |        |        |        |        |        |  |  |  |  |  |  |
|          |          |          |          |          |          |  |  |       |       |         |         |         |         |         |         |        |        |        |        |        |        |        |        |       |       |       |       |        |        |        |        |        |        |        |        |        |        |  |  |        |        |        |        |        |        |  |  |  |  |  |  |
|          |          |          |          |          |          |  |  |       |       |         |         |         |         |         |         |        |        |        |        |        |        |        |        |       |       |       |       |        |        |        |        |        |        |        |        |        |        |  |  |        |        |        |        |        |        |  |  |  |  |  |  |
| Jochebed | Jochebed | Jochebed | Jochebed | Jochebed | Jochebed |  |  |       |       |         |         |         |         |         |         | Amram  | Amram  | Amram  | Amram  | Amram  | Amram  |        |        | Izhar | Izhar | Izhar | Izhar | Izhar  | Izhar  |        |        | Hebron | Hebron | Hebron | Hebron | Hebron | Hebron |  |  | Uzziel | Uzziel | Uzziel | Uzziel | Uzziel | Uzziel |  |  |  |  |  |  |
| Jochebed | Jochebed | Jochebed | Jochebed | Jochebed | Jochebed |  |  |       |       |         |         |         |         |         |         | Amram  | Amram  | Amram  | Amram  | Amram  | Amram  |        |        | Izhar | Izhar | Izhar | Izhar | Izhar  | Izhar  |        |        | Hebron | Hebron | Hebron | Hebron | Hebron | Hebron |  |  | Uzziel | Uzziel | Uzziel | Uzziel | Uzziel | Uzziel |  |  |  |  |  |  |
|          |          |          |          |          |          |  |  |       |       |         |         |         |         |         |         |        |        |        |        |        |        |        |        |       |       |       |       |        |        |        |        |        |        |        |        |        |        |  |  |        |        |        |        |        |        |  |  |  |  |  |  |
|          |          |          |          |          |          |  |  |       |       |         |         |         |         |         |         |        |        |        |        |        |        |        |        |       |       |       |       |        |        |        |        |        |        |        |        |        |        |  |  |        |        |        |        |        |        |  |  |  |  |  |  |
|          |          |          |          |          |          |  |  |       |       |         |         |         |         |         |         |        |        |        |        |        |        |        |        |       |       |       |       |        |        |        |        |        |        |        |        |        |        |  |  |        |        |        |        |        |        |  |  |  |  |  |  |
| Miriam   | Miriam   | Miriam   | Miriam   | Miriam   | Miriam   |  |  | Aarón | Aarón | Aarón   | Aarón   | Aarón   | Aarón   |         |         | Moisés | Moisés | Moisés | Moisés | Moisés | Moisés |        |        |       |       |       |       |        |        |        |        |        |        |        |        |        |        |  |  |        |        |        |        |        |        |  |  |  |  |  |  |